# Штейдле, Луитпольд

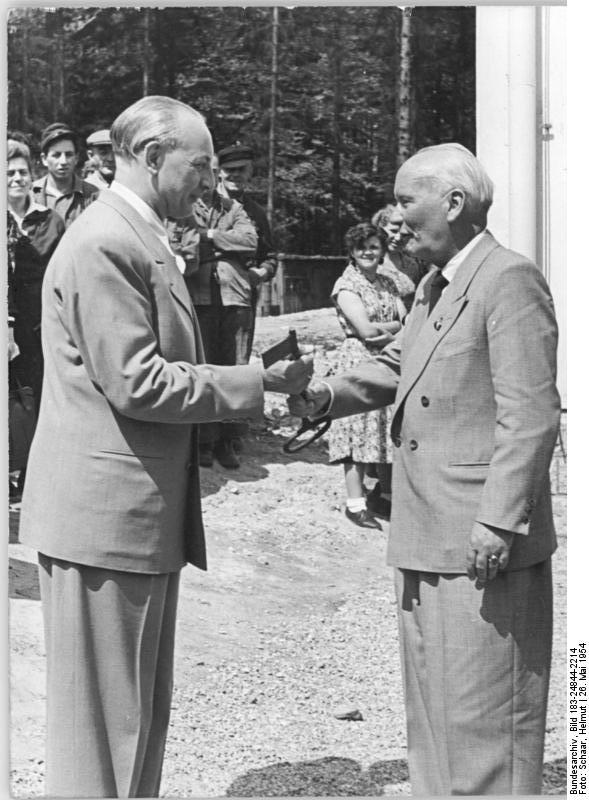
Министр здравоохранения ГДР Луитпольд Штейдле (слева) принимает от архитектора Ханса Хоппа символический ключ от новой туберкулёзной больницы в Бад-Берке

Луитпольд Штейдле (нем. Luitpold Steidle; 12 марта 1898, Ульм — 27 июля 1984, Веймар) — германский офицер, политический деятель ГДР.

## Биография
Луитпольд Штейдле родился в католической семье военного юриста. В 1915 году добровольно вступил в армию, служил в запасном лыжном батальоне, с 1917 года в звании унтер-офицера — в королевском баварском лейб-гренадерском полку на фронте. В октябре 1917 года получил звание лейтенанта. С апреля 1918 года командовал пулемётной ротой. Воевал во Фландрии и в Италии. Награждён Железным крестом I класса.
В 1919 году учился на сельскохозяйственном факультете Мюнхенской высшей технической школы, участвовал в деятельности католической молодёжной организации. Был практикантом в крестьянских хозяйствах. В 1920—1926 годах занимался сельским хозяйством в приобретённом им крестьянском дворе в Баварии. Одновременно руководил церковным хором, публиковал статьи по вопросам поселенческого движения (переселению безработных горожан в сельскую местность).
С 1926 года недолго работал инспектором в имении княгини Блюхер, пытался реализовать социальный эксперимент по переквалификации безработных шахтёров в крестьян. Вступил в конфликт с собственницей имения, был вынужден оставить службу и перейти помощником на конный завод в Касселе. Занимался профсоюзной деятельностью в качестве представителя Центрального объединения немецких служащих сельскохозяйственных и лесоводческих предприятий, продолжал участвовать в католическом движении. В 1933 году уволен с конного завода как «неблагонадёжный с национальной точки зрения». Был безработным, затем работал страховым агентом.
В своих мемуарах Штейдле подчёркивает свои оппозиционные настроения по отношению к нацизму в течение всего существования Третьего рейха, выражает сочувствие католической оппозиции. Однако, по данным российского исследователя Н. Платошкина, Штейдле был членом НСДАП.
В 1934 году поступил на курсы переподготовки для бывших офицеров. С 1935 года — капитан запаса, перешел на действительную службу. В 1935—1938 годах — командир пулеметной роты в 61-м пехотном полку в Мюнхене. В 1938—1940 годах преподавал тактику в Мюнхенском военном училище и в саперном училище в Дессау.
С 1941 года — подполковник, командир батальона в 61-м пехотном полку. Участвовал в боях на Березине, Днепре, наступлении на Москву. В декабре 1941 года по болезни отправлен в Германию. В марте 1942 года произведен в полковники, назначен командиром 767-го гренадерского полка 376-й пехотной дивизии, находившейся во Франции на переформировании. Затем дивизия была переброшена на Восточный фронт и вошла в состав 6-й армии.
Во главе своего полка участвовал в Сталинградской битве. 22 января 1943 года был награждён Рыцарским железным крестом за отличие в оборонительных боях под Дмитриевкой. К концу Сталинградской битвы от его полка осталось в строю 11 офицеров, 3 медика и 34 солдата. Уговорил своего командира дивизии генерала Эдлера фон Даниэльса капитулировать без приказа командующего 6-й армией Фридриха Паулюса.
Находился в советском плену в офицерских лагерях в Красногорске и Суздале. Быстро пошел на контакт с советскими представителями, одним из первых старших офицеров согласился с ними сотрудничать. В июле 1943 года был приглашен в качестве гостя на учредительную конференцию Национального комитета «Свободная Германия» (НКСГ) — антифашистского объединения, действовавшего под контролем советских спецслужб.
Был одним из основателей Союза немецких офицеров, действовавшего в тесном контакте с НКСГ и советскими спецслужбами и объединившего бывших генералов и офицеров вермахта, выступивших под антифашистскими лозунгами. С сентября 1943 года — заместитель председателя Союза немецких офицеров (до его роспуска в ноябре 1945 года). Являлся уполномоченным Союза на 2-м, а затем на 1-м Украинском фронтах. Неудачно пытался побудить к капитуляции окруженную в январе-феврале 1944 года под Корсунем-Шевченковским группировку немецких войск. Писал статьи и листовки антифашистского содержания, выступал по радио, а также на советской передовой линии огня (с помощью мегафона, окопной (ОГУ) и мощной (МГУ) говорящих установок), проводил беседы с военнопленными, готовил аналитические материалы.
В декабре 1945 года ему, одному из первых пленных немецких офицеров высокого ранга, было разрешено вернуться на родину. Тогда же стал заместителем председателя Главного управления сельского и лесного хозяйства по вопросам животноводства. В этом качестве участвовал в проведении аграрной реформы. Был заместителем председателя Германской экономической комиссии. Входил в состав Временной Народной палаты, действовавшей на территории советской оккупационной зоны.
В феврале 1946 года вступил в Христианско-демократический союз, где оказался в числе наиболее просоветски настроенных его деятелей. Способствовал отстранению от руководства ХДС в советской оккупационной зоне политиков, которые критично относились к СССР и выступали против радикальной аграрной реформы. Был ближайшим соратником Отто Нушке, ставшего председателем восточногерманского ХДС при поддержке советских оккупационных властей и немецких коммунистов и проводившим курс на максимальное сотрудничество с правящей Социалистической единой партией Германии (СЕПГ).
В 1949 году, после образования ГДР, вошёл в состав её правительства в качестве министра труда и здравоохранения по квоте ХДС Германии (ХДСГ, партия, действовавшая в ГДР). Был членом Народной палаты (парламента) ГДР, членом политического комитета ХДСГ.
В 1950—1958 годах был министром здравоохранения ГДР, активно внедрял советскую модель организации медицины. Во время его руководства министерством было создано 30 новых клиник и исследовательских учреждений, четыре новых медицинских института.
14 января 1953 года был отстранён от должности министра и обвинён в плохом медицинском обслуживании Группы советских войск в Германии и Народной полиции. Причиной этого решения могло стать «дело врачей», сообщение о котором появилось в советской печати 13 января. Кроме того, 15 января был арестован один из лидеров ХДСГ и соратников Штейдле по правительству министр иностранных дел ГДР Георг Дертингер. Однако после прекращения «дела врачей» Штейдле был восстановлен в должности.
В 1960—1969 годах был обер-бургомистром города Веймара.

## Награды
Луитпольд Штейдле получил награды, которые обычно присуждаются политикам. Кроме того, в 1956 году он стал почетным сенатором Грайфсвальдского университета, а в 1972 году — почетным членом Президентского Совета Культурного союза.

## Мемуары
- «От Волги до Веймара» (М., 1973)
- Агония между Дмитриевкой и Алексеевкой [печатный текст] / Штейдле, Луитпольд, Автор (Author) // Сталинград: уроки истории : Воспоминания участников битвы [печатный текст] / Чуйков, Василий Иванович, Редактор (Editor); Батов, Павел Иванович, Автор предисловия и т.п. (Author of introduction, etc.); Шейнис, Зиновий Савельевич, Составитель (Compiler). - 2-е издание. - Москва : Прогресс, 1980.-  С. 349 - 403.